# ハーラル (デンマーク王子)
ハーラル・ア・ダンマーク（デンマーク語: Prins Harald af Danmark, 1876年10月8日 - 1949年3月30日）は、デンマークの王族。デンマーク王フレゼリク8世とその妃であるスウェーデン王女ルイーセの間に生まれた王子で、デンマーク王クリスチャン10世とノルウェー王ホーコン7世の弟。

## 生涯
ハーラルは祖父クリスチャン9世治世下の1876年10月8日、コペンハーゲンの北に位置するゲントフテのシャルロッテンルンド宮殿で生まれた。当時王太子だったフレゼリク8世と妃ルイーセの4人目の子で三男だった。父はクリスチャン9世の長男で、母はスウェーデン＝ノルウェーの王カール15世とその王妃ロヴィーサ・アヴ・ネーデレンデナの1人娘である。ハーラル・クリスチャン・フレゼリク（Harald Christian Frederik）と名付けられ洗礼を受けた。
王室ではきょうだい達と一緒に育てられ、コペンハーゲン中心部にあるアマリエンボー宮殿の一角のフレゼリク8世宮殿と街の北のエーレスンド海峡の海岸線にある田舎の住居のシャルロッテンルンド宮殿の間で成長した。17歳の時、当時の王族男子の慣習に従って軍に入隊した。
1909年4月28日、32歳の時にシュレースヴィヒ＝ホルシュタインのグリュックスブルク城でデンマーク王家の本家筋に当たるシュレースヴィヒ＝ホルシュタイン＝ゾンダーブルク＝グリュックスブルク公フリードリヒ・フェルディナントと妃カロリーネ・マティルデの娘で又従妹にあたるヘレーネ・アーデルハイトと結婚した。
結婚後は、1907年に購入していたゲントフテのカントリーハウスで暮らした。1910年から1923年の間にこの地で5人の子どもが生まれた。
1923年のデンマーク農民銀行（現在のダンスケ銀行）の破綻によって、ハーラルの財政状況は他の王族達と同様に影響を受けた。1935年まではゲントフテのカントリーハウスに一家で住む事が出来たが、その後コペンハーゲン北部の別荘に引っ越した。
50歳の時、少将の地位をもって軍の現役を引退した。しかし1933年、兄のクリスチャン10世から中将に任命された。
第二次世界大戦の間、妻ヘレーネはナチス・ドイツのデンマーク占領とナチ党に同調したことにより非常に嫌われた。この為、ヘレーネは息子達と話すことは無くなったといわれる。
戦後、王室の人々がこの問題を喧伝する事を望まなかった為、ヘレーネが裁判に掛けられる事はなかった。しかし1945年5月30日にデンマークから追放され、ドイツのグリュックスブルク城に自宅軟禁された。ハーラルの病気が重くなった1947年、ヘレーネはデンマークに戻る事を許された。2年後にハーラルが死去するまで一緒に過ごした。
ハーラルは1949年3月30日にコペンハーゲンで亡くなり、ロスキレ大聖堂に埋葬された。

## 子女
- フェオドラ・ルイーセ・カロリーネ・マティルデ・ヴィクトリア・アレクサンドラ・フレゼリケ・ヨハネ（1910年 - 1975年）- 1937年、シャウムブルク＝リッペ侯子クリスティアンと結婚
- カロリーネ＝マティルデ・ルイーセ・ダウマー・クリスティアーネ・モート・アウグスタ・インゲボー・テューラ・エーゼルハイト（1912年 - 1995年） - 1933年、デンマーク王子クヌーズと結婚
- アレクサンドリーネ＝ルイーセ・カロリーネ・マティルデ・ダウマー（1914年 - 1962年） - 1937年、カステル＝カステル伯爵ルイトポルトと結婚
- ゴーム・クリスチャン・フレゼリク・ハンス・ハーラル（1919年 - 1991年）
- オーロフ・クリスチャン・カール・アクセル（英語版）（1923年 - 1990年） - 継承権放棄